# Rue de Chartres-Saint-Honoré
La rue de Chartres-Saint-Honoré, ou rue de Malte, est une ancienne voie de l'actuel 1er arrondissement de Paris (à l'époque dans l'ancien 1er arrondissement). Elle ne doit pas être confondue avec la rue de Chartres-du-Roule, incorporée à la rue de Courcelles en 1854.

## Situation
Longue de 123 m, elle commençait rue de Rohan et place du Carrousel et finissait place du Palais-Royal et rue Saint-Thomas-du-Louvre. Elle était située dans le quartier des Tuileries,.

## Histoire

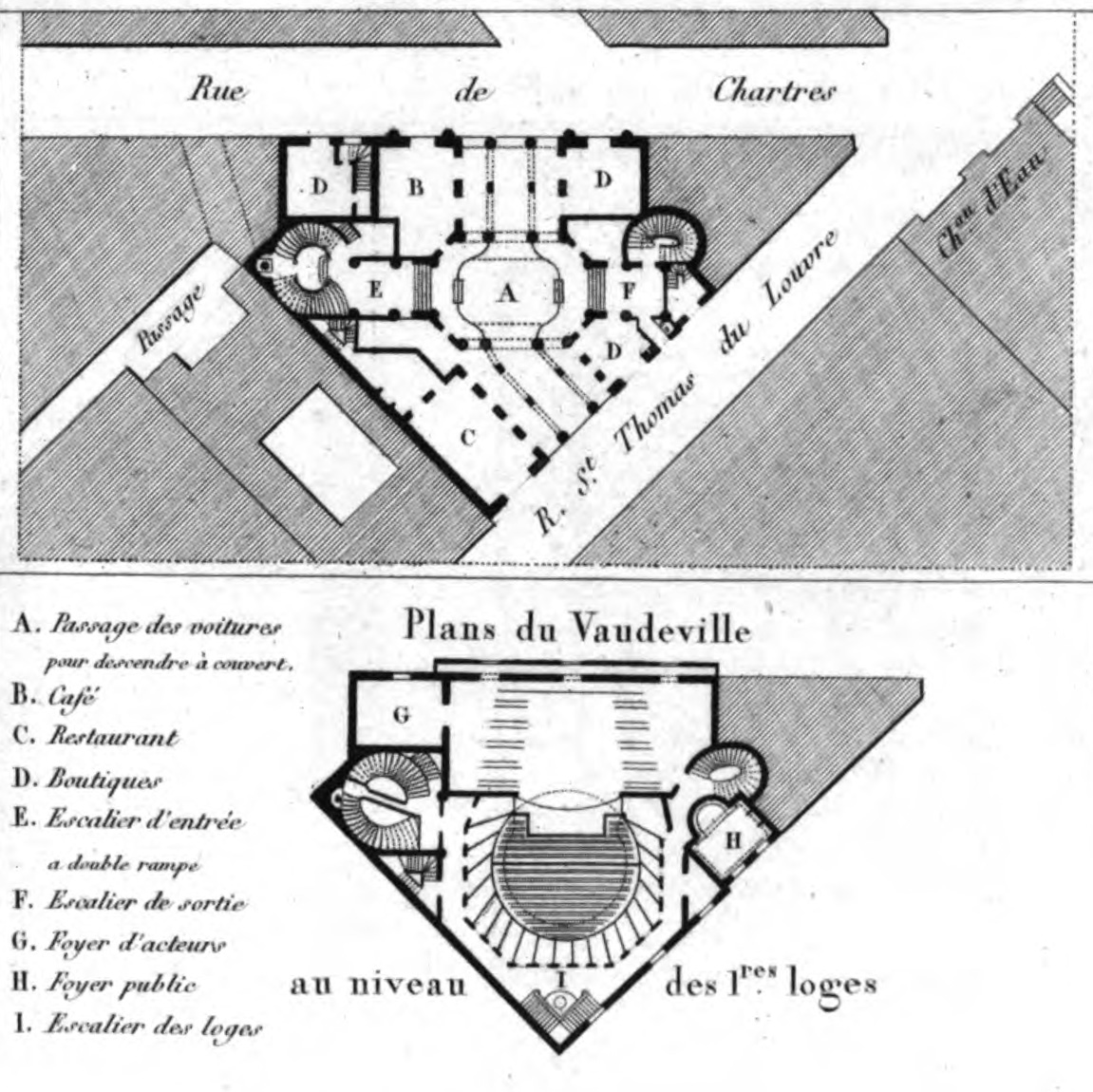
Plan du premier théâtre du Vaudeville.

Elle est ouverte, en vertu des lettres patentes du 16 décembre 1779, à l'emplacement de l'hôpital des Quinze-Vingts, après le déplacement de ce dernier dans le faubourg Saint-Antoine. 
Le premier théâtre du Vaudeville y ouvre en 1792. Il est détruit par un incendie en 1838.
De l'an VI (1798) à 1814, elle est nommée « rue de Malte » en commémoration de la prise de Malte le 12 juin 1798 lors de la campagne d'Égypte.
Lors du prolongement de la rue de Rivoli et du réaménagement du palais du Louvre, la rue est supprimée. L'actuelle cour Marly occupe son emplacement.